# Evans Head
Evans Head – miejscowość w Australii w stanie Nowa Południowa Walia, populacja ok. 3600, położone 726 km na północ od Sydney, popularna miejscowość wypoczynkowa położona pomiędzy dwoma parkami narodowymi (Bundjalung National Park i Broadwater National Park).  Przy mieście znajduje się lotnisko, Evans Head Memorial Aerodrome, będące byłą bazą RAAF-u.